# Riu Bergantes
Riu Bergantes este o arie protejată (sit de importanță comunitară — SCI) din Spania întinsă pe o suprafață de 4.402,61 ha, integral pe uscat.

## Localizare
Centrul sitului Riu Bergantes este situat la coordonatele 40°42′18″N 0°10′33″W / 40.705°N 0.1758°V.

## Înființare
Situl Riu Bergantes a fost declarat sit de importanță comunitară în decembrie 1997 pentru a proteja 12 specii de animale.

## Biodiversitate
Situată în ecoregiunea mediteraneană, aria protejată conține 9 habitate naturale: Păduri de Quercus ilex și Quercus rotundifolia, Râuri mediteraneene cu debit permanent și vegetație de Glaucium flavum, Râuri mediteraneene cu debit permanent cu specii de Paspalo-Agrostidion și galerii riverane de Salix și de Populus alba, Matorral arborescenți cu Juniperus spp., Formațiuni stabile xerotermofile de Buxus sempervirens pe pante stâncoase (Berberidion p.p.), Păduri de pin (sub-) mediteraneene cu pini negri endemici, Pante stâncoase calcaroase cu vegetație casmofită, Păduri iberice de Quercus faginea și Quercus canariensis, Galerii de Salix alba și de Populus alba.
La baza desemnării sitului se află mai multe specii protejate:
- păsări (9): pescăruș albastru (Alcedo atthis), caprimulg (Caprimulgus europaeus), șerpar (Circaetus gallicus), șoim călător (Falco peregrinus), Galerida theklae, vulturul pleșuv sur (Gyps fulvus), acvilă pitică (Hieraaetus pennatus), ciocârlie de pădure (Lullula arborea), vultur egiptean (Neophron percnopterus)
- mamifere (1): vidră de râu (Lutra lutra)
- pești (2): Chondrostoma toxostoma, Rutilus arcasii

Pe lângă speciile protejate, pe teritoriul sitului au mai fost identificate 1 specie de plante, 2 specii de mamifere.